# Rubensohl
Au bridge, le rubensohl est, comme le lebensohl dont il est issu, une convention utilisée par le répondant lorsque l'adversaire intervient après une ouverture à 1SA du partenaire. Son principe peut aussi s'appliquer dans d'autres situations.

## Genèse
Le rubensohl, aussi appelé rubinsohl a été publié pour la première fois par le bridgeur australien Bruce Graham Neill dans un article du numéro de mai 1983 du magazine The bridge world. Le concept a également été présenté par Jeff Rubens dans le même magazine et précédemment utilisé par le joueur américain Ira Rubin.  

## Champ d'application
Le champ d'application du rubensohl est le même que celui du lebensohl. Il a plusieurs variantes mais il s'utilise le plus souvent par le répondant après une ouverture à 1SA et une intervention naturelle ou assimilable à une intervention naturelle (comme les interventions en transfert) au palier de 2.
Exemples
| Sud | Ouest    | Nord | Est |
| --- | -------- | ---- | --- |
| 1SA | 2♣/♦/♥/♠ | ?    |     |
| 1.  |          |      |     |

| Sud | Ouest | Nord | Est |
| --- | ----- | ---- | --- |
| 1SA | 2♦    | ?    |     |
| 1.  |       |      |     |

## Les réponses à l'intervention sur 1SA avec le rubensohl
Il existe tellement de variantes subtiles qu'il est difficile de définir un standard.
Le principe général est le suivant :
- Les enchères encore disponibles jusque 2♠ sont naturelles pour jouer.
- Les enchères comprises entre 2SA et 3♥ sont des transferts (Texas) pour la couleur immédiatement supérieure. En général les texas majeurs indiquent au moins une tentative de manche.
- Le transfert pour la couleur de l'adversaire (Texas impossible) est une sorte de Stayman. Il est aussi assez courant de définir l'enchère comme étant singleton dans la couleur adverse ou même un tricolore court dans la couleur adverse, surtout si le X est d'appel.
- 3♠ est quelque chose. Le plus standard semble être : forcing de manche sans majeure par 4 ni arrêt dans la couleur adverse.

La signification du contre est fort différente d'une variante à l'autre :
- Punitif
- D'appel, soit 8H+ avec 4 cartes dans une majeure non-annoncée, soit spécifiquement 8-9H (équivalent d'un 2SA naturel sans intervention)[2].
- Contre d appel ou Stayman limité a 7-8H. Toujours avec 4 cartes dans l'autre majeure si l'intervention promet une majeure[3].

### Détail des réponses du joueur n°3
Le joueur n°1 a ouvert de 1SA (15-17H) et le joueur n°2 a fait une intervention unicolore ou assimilée comme telle:
| Annonce du répondant | Signification et développement |
| X                    | 8H+, au moins 2 cartes dans la couleur adverse. Si 4 cartes dans une majeure non-annoncée alors la main ne peut pas être forcing de manche (max 9H dans ce cas). |
| 2♦,2♥,2♠             | Naturel, pour jouer. |
| 2NT                  | Si l'adversaire a promis les trèfles : Stayman forcing manche, au moins une majeure par 4 et 0 ou 1 arrêt dans la couleur adverse. - Réponses: 3♦= pas d'arrêt ♣; 3♥= arrêt et 4♥; 3♠= arrêt, 4♠ et pas 4♥; 3SA= arrêt et pas de majeure par 4. Si l'adversaire a promis une couleur autre que ♣: Transfert pour les trèfles, le déclarant est obligé de répondre 3♣ (sauf si l'autre camp intervient encore). L'enchère est soit naturelle soit forcing de manche avec une tenue dans la couleur adverse et au moins une majeure 4ème non-annoncée. 2ème enchère du répondant après le 3♣ de l'ouvreur si l'intervention promet des ♦: - Passe : naturel - 3♦ Stayman indirect avec une tenuedans la couleur adverse - 3♥ : 4 cartes à ♥, avec ou sans les ♠ - 3♠ : 4 cartes à ♠, sans les ♥ - 3SA : Pas de majeure 4ème. - 3♥, 3♠ : 5 cartes, au moins limite, au moins une tenue dans la couleur adverse. 2ème enchère du répondant après le 3♣ de l'ouvreur si l'intervention promet des ♥ ou des ♠: - Passe : naturel - 3♦ : Non précisé, en tout logique un bicolore mineur - 3 dans la majeure annoncée par l'adversaire: 4 cartes dans l'autre majeure, au moins limite de manche, au moins une tenue dans la couleur adverse - 3 dans la majeur non-annoncée : 5 cartes, au moins limite de manche, au moins une tenue dans la couleur adverse |
| 3♣                   | Si l'adversaire a promis les carreaux: Stayman forcing manche, au moins une majeure par 4 et 0 ou 1 arrêt dans la couleur adverse. - Réponses: 3♦= pas d'arrêt ♦; 3♥= arrêt et 4♥; 3♠= arrêt, 4♠ et pas 4♥; 3SA= arrêt et pas de majeure par 4. Si l'adversaire a promis une couleur autre que ♦: Transfert pour les ♦, le déclarant est obligé de répondre 3♦ (sauf si l'autre camp intervient encore). L'enchère est soit naturelle soit forcing de manche avec une tenue dans la couleur adverse et au moins une majeure 4ème non-annoncée. 2ème enchère du répondant après le 3♦ de l'ouvreur si l'intervention promet des ♣: - Passe : naturel - 3♥,3♠ : non précisé dans le système, logiquement 5 cartes, au moins limite de manche, au moins une tenue à ♣. 2ème enchère du répondant après le 3♦ de l'ouvreur si l'intervention promet des ♥ ou des ♠: - Passe : naturel - 3 dans la majeure annoncée par l'adversaire: 4 cartes dans l'autre majeure, au moins limite de manche, au moins une tenue dans la couleur adverse - 3 dans la majeur non-annoncée : 5 cartes, au moins limite de manche, au moins une tenue dans la couleur adverse |
| 3♦                   | Si les adversaires ont promis des ♥ : 4 cartes à ♠(Stayman) forcing de manche avec 0 ou 1 arrêt ♥ Si l'adversaire a promis une couleur autre que ♥: 5 cartes à ♥, au moins limite de manche, spécifiquement sans arrêt dans la couleur adverse. |
| 3♥                   | Si les adversaires ont promis des ♠ :4 cartes à ♥(Stayman) forcing de manche avec 0 ou 1 arrêt ♠ Si l'adversaire a promis une couleur autre que ♠: 5 cartes à ♠, au moins limite de manche, spécifiquement sans arrêt dans la couleur adverse. |
| 3♠                   | Valeurs d'une manche mais sans l'arrêt et sans 4 cartes dans une majeure non-annoncée. |
| 3NT                  | Pour jouer |
| 1. 2.                | |

### Variante par Alain Lévy
Une autre version par Alain Lévy du Rubensohl après 1SA (15-17H) et une intervention unicolore (sauf trèfle) ou assimilée comme telle,:
| Annonce du répondant | Signification et développement |
| X                    | 8H et plus, régulier. Automatique avec quatre cartes dans une majeure non-annoncée, mais également avec les mains limites de manche (8-9 points), en lieu et place de l'enchère naturelle de 2SA. Réponses de l'ouvreur si l'intervention est naturelle à 2♦: - Passe: Punitif - 2♥: 4 cartes à ♥ - 2♠: 4 cartes à ♠ sans 4 cartes à ♥ - 2SA: Minimum sans majeure - 3♣: Naturel, minimum - 3♦: Maximum, sans majeure ni tenue à ♦ - 3♥, 3♠: Non défini. Pourrait par exemple s'utiliser pour montrer une main maximum 4-4 en majeures, sans tenue (3♥) ou avec tenue (3♠). - 3SA: Maximum, sans majeure, avec tenue ♦ Réponses de l'ouvreur si l'intervention est naturelle à 2♥: - Passe: Punitif - 2♠: 4 cartes à ♠ et pas de quoi dire 3♠ - 2ème enchère du répondant: - 2SA: 8-9H avec ou sans tenue - 3♣, 3♦: Naturel, positif mais non forcing, 2 petites cartes à ♥ - 3♥: Fitté ♠, recherche de chelem - 3♠: Naturel non forcing. - 3SA: 11H+ *sans* tenue à ♥ - 2SA: Minimum, pas 4 cartes à ♠, avec ou sans tenue ♥ - 3♣, 3♦: Naturel (5 cartes), non forcing, sans tenue ♥ - 3♥: Maximum, sans tenue - 3♠: 4 cartes à ♠, maximum, avec tenue ♥ - 3SA: Maximum, sans 4 cartes à ♠, avec tenue ♥ Réponses de l'ouvreur si l'intervention est naturelle à 2♠: - Passe: Punitif - 2SA: 8-9H avec ou sans tenue, avec ou sans 4 cartes à ♥ - 2ème enchère du répondant: - 3♣, 3♦: 5 cartes, minimum, de préférence avec seulement 2 petites cartes à ♠ - 3♥: 4 cartes et tenue ♠, forcing manche - 3♠: forcing manche, sans 4 cartes à ♥ ni tenue ♠ - 3SA: 11H+, avec 4 cartes à ♥ mais *sans* tenue à ♠ - 3♣, 3♦: Naturel (5 cartes), minimum, sans tenue ♠ - 3♥: 4 cartes à ♥, maximum, avec ou sans tenue ♠ - 3♠: Maximum, pas 4 cartes à ♥, sans tenue ♠ - 3SA: Maximum, sans 4 cartes à ♥, avec tenue ♠ |
| 2♦,2♥,2♠             | Naturel, pour jouer. |
| 2NT                  | Naturel, transfert pour les trèfles, le déclarant est obligé de répondre 3♣. La suite est naturelle. Si l'intervention est en majeure : - 3♦ : Bicolore mineur - 3 cue-bid : Singleton ou contrôle avant recherche de chelem - 3 autre majeure : Bicolore, genre 6 cartes à ♣ et 4 dans la majeure - 3SA : Un 6-3-2-2 sans tenue - 4 ♣ : Vers le chelem mais sans le contrôle dans la couleur adverse |
| 3♣                   | {...} |
| 3♦                   | Si l'adversaire a promis les ♥: Tricolore court à ♥, Forcing de manche. - Réponses de l'ouvreur: - 3♥: pas 4 cartes à ♠, pas de bon arrêt ♥ - 3♠: naturel - 3SA: naturel - 4♣, 4♦: Naturel, positif. Si l'adversaire est intervenu à ♦ ou ♠: Au moins limite de manche, transfert pour les ♥. L'ouvreur peut mettre 4♥ avec un soutien maximum. |
| 3♥                   | Sur intervention naturelle à 2♦: Transfer: 5 cartes à ♠, au moins limite Sur intervention naturelle à 2♥: Transfer: 5 cartes à ♠, sans tenue ♥, au moins limite Sur intervention naturelle à 2♠: Tricolore court à ♠, Forcing de manche. - Une réponse à 3♠ est fitté ♥ et maximum. Le reste est naturel. |
| 3♠                   | Sur intervention naturelle à 2♦: 5♠ et 4♥. Forcing manche. Sur intervention naturelle à 2♥: 5♠ et tenue à ♥. Forcing manche. Sur intervention naturelle à 2♠: Cue-bid fort. Court à ♠. |
| 3NT                  | Pour jouer |
|                      | |